# Superman Returns
Superman Returns er en amerikansk superheltefilm fra 2006 instrueret af Bryan Singer. Den er baseret på DC Comics' figur Superman og er en efterfølger til Superman (1978) og  Superman på nye eventyr (1980) og ignorerer begivenhederne i Superman III (1983) og Superman IV - kampen for fred (1987). Filmen har Brandon Routh som Superman/Clark Kent, og Kate Bosworth, Kevin Spacey, James Marsden, Frank Langella og Parker Posey medvirker også. 
Filmen modtog positive anmeldelser[kilde mangler] og indspillede $391 millioner på verdensplan mod et budget på omkring $204 mio.[kilde mangler]

## Handling
Superman vender tilbage til Jorden efter fem års fravær, hvor han finder ud af at hans kærlighedsinteresse Lois Lane er kommet videre med sit liv, og at hans ærkefjende Lex Luthor har en plan for at tilintetgøre ham og verden.

## Medvirkende
- Brandon Routh - Superman / Clark Kent
- Kate Bosworth - Lois Lane
- Kevin Spacey - Lex Luthor
- James Marsden - Richard White
- Parker Posey - Kitty Kowalski
- Frank Langella - Perry White
- Sam Huntington - Jimmy Olsen
- Eva Marie Saint - Martha Kent
- Kal Penn - Stanford
- Tristan Lake Leabu - Jason White